# Zec Wessonneau
Pour les articles homonymes, voir Wessonneau.
La zec Wessonneau est une "zone d'exploitation contrôlée" du Québec (Canada), située dans l'Agglomération de La Tuque, dans la région de la Mauricie, sur la rive ouest de la rivière Saint-Maurice. Ce territoire public de chasse et pêche est géré par l'Association chasse et pêche Fléchée Inc.

## Géographie
La zec est bordée au sud par la réserve faunique du Saint-Maurice et à l'ouest par les zecs du Chapeau-de-Paille et Gros-Brochet. La zec couvre les cantons Baril, Turcotte, Geoffrion et Polette.[réf. nécessaire]
La partie du sud du territoire de la zec Wessonneau a une forme de beigne, comportant en son centre un territoire exclus de son administration. La longueur est-ouest de la zec est de 62,3 km et sa hauteur nord-sud de 45,5 km. La limite nord-est de la zec est située à seulement 20,5 km de la rivière Saint-Maurice.[réf. nécessaire]
Les lacs de la zec assujettis aux règlements provinciaux sur la pêche sont les lacs : Acarie (Cutaway), Baril, Besijiwan, Cinconcine, Combalet, Dempsey, Domaine, Émerald, du Gros Élan, de la lune, Maluron, Maria, du Masque, Mégantic, Misery, Mutis, Mutisk, Oblong, Philimore, Powasson, aux Pierres, Serpent, Sourire, de la tour et le Petit lac de la Truite.
Le poste d'accueil de la zec Wessonneau est situé à l'ouest de la rivière Saint-Maurice, près du pont de la rivière aux Rats.

## Toponymie
La Zec porte le nom de la rivière Wessonneau qui traverse son territoire. Le toponyme "Zec Wessonneau" a été inscrit officiellement le 5 août 1982 à la Banque des noms de lieux de la Commission de toponymie du Québec.